# Kobe Goossens
Kobe Goossens (* 29. dubna 1996) je belgický profesionální silniční cyklista jezdící za UCI WorldTeam Intermarché–Wanty.

## Hlavní výsledky

### Silniční cyklistika
2018
Tour du Jura
2. místo celkově
 vítěz soutěže mladých jezdců
3. místo De Vlaamse Pijl
6. místo Circuit de Wallonie
Ronde de l'Isard
8. místo celkově
9. místo Eschborn–Frankfurt Under–23
2019
Tour du Jura
 celkový vítěz
vítěz 1. etapy
Circuit des Ardennes
3. místo celkově
5. místo Internationale Wielertrofee Jong Maar Moedig
Tour du Loir-et-Cher
7. místo celkově
2021
Tour de Romandie
 vítěz vrchařské soutěže
2022
5. místo Trofeo Serra de Tramuntana
7. místo Trofeo Calvià
9. místo Trofeo Pollenca–Port d'Andratx
2023
vítěz Trofeo Andratx–Mirador D'es Colomer
vítěz Trofeo Serra de Tramuntana
Giro di Sicilia
6. místo celkově
7. místo Trofeo Calvià
10. místo Figueira Champions Classic
2024
6. místo Eschborn–Frankfurt
Tour de France
 cena bojovnosti po 10. etapě

#### Výsledky na Grand Tours
| Grand Tour      | 2020 | 2021 | 2022 | 2023 | 2024 |
| --------------- | ---- | ---- | ---- | ---- | ---- |
| Giro d'Italia   | —    | DNF  | —    | —    | —    |
| Tour de France  | —    | —    | 46   | —    | 69   |
| Vuelta a España | 24   | —    | —    | DNF  | DNF  |

| —   | Nezúčastnil se |
| DNF | Nedokončil     |

### Cyklokros
2013–2014
UCI Junior World Cup
3. místo celkově
vítěz Koksijde
2. místo Řím
vítěz Junior Kalmthout
Junior Superprestige
3. místo Hamme
3. místo Diegem
3. místo Middelkerke
Junior BPost Bank Trophy
3. místo Ronse